# 银河战士 另一个M
《银河战士：另一个M》是Project M小组（其成员来自任天堂企劃開發本部、忍者小组和D-Rockets）开发的一款动作冒险游戏。它是银河战士系列的第11部作品。
由于2008年特庫摩（今光榮特庫摩）發行的《忍者外傳 龍劍》获得好评，且坂本賀勇自身也是其愛好者，於是坂本邀请旗下的忍者外傳系列開發團隊忍者小组来制作游戏。D-Rockets则负责制作过场动画。开发小组使用了一个简单的控制线路以使游戏更直观、更有吸引力，把主要精力放在剧情和任务刻画上，大量运用了电影场面和配音表演。剧情发生的时间设定在《超级银河战士》和《银河战士融合》之间。游戏的主角是赏金猎人 萨姆斯·阿兰，她与银河联邦战队（她原来的指挥官亚当·马尔科维奇也是小队的成员）一起调查一个废弃的空间站。